# Basilika São Torcato

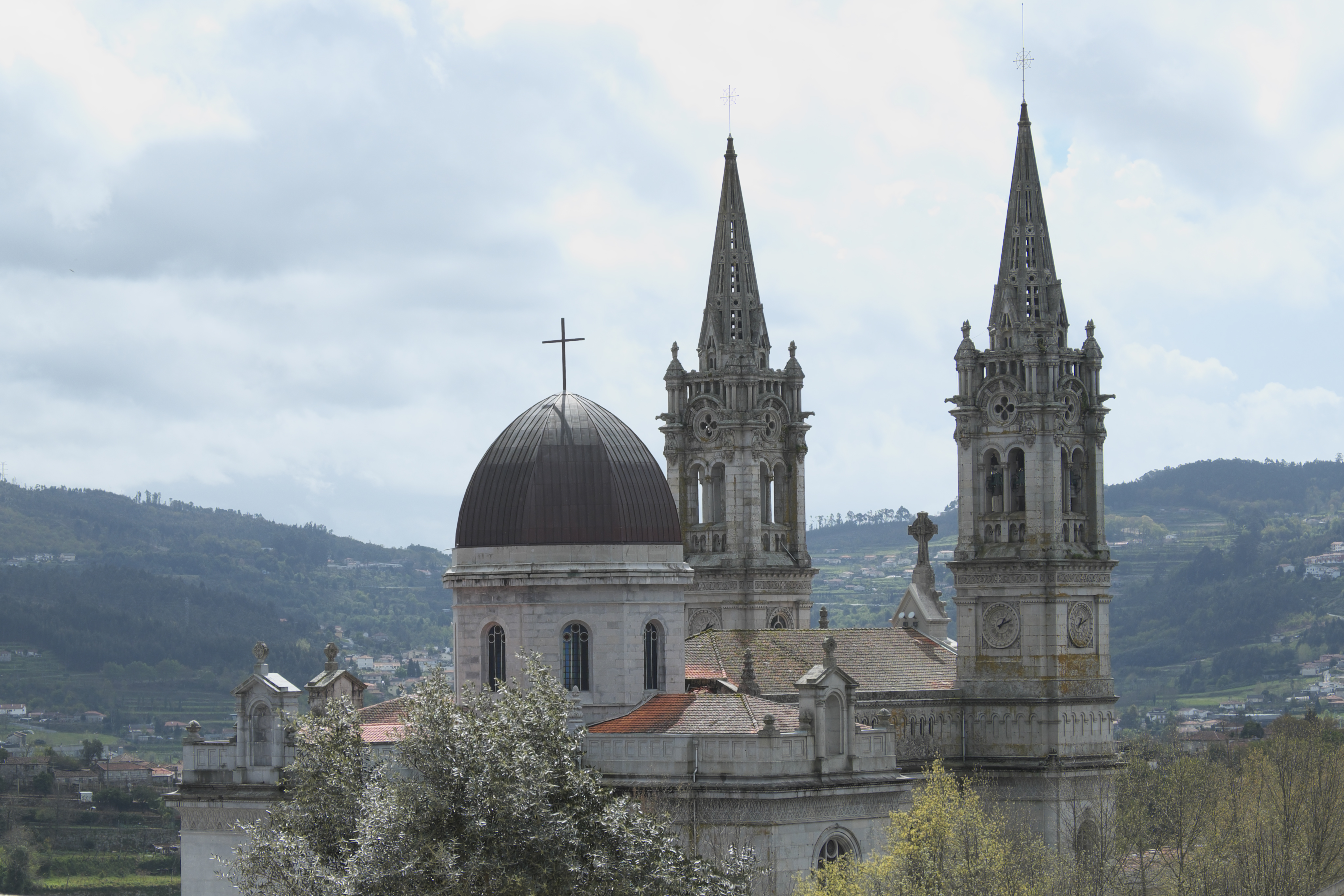
Basilika São Torcato

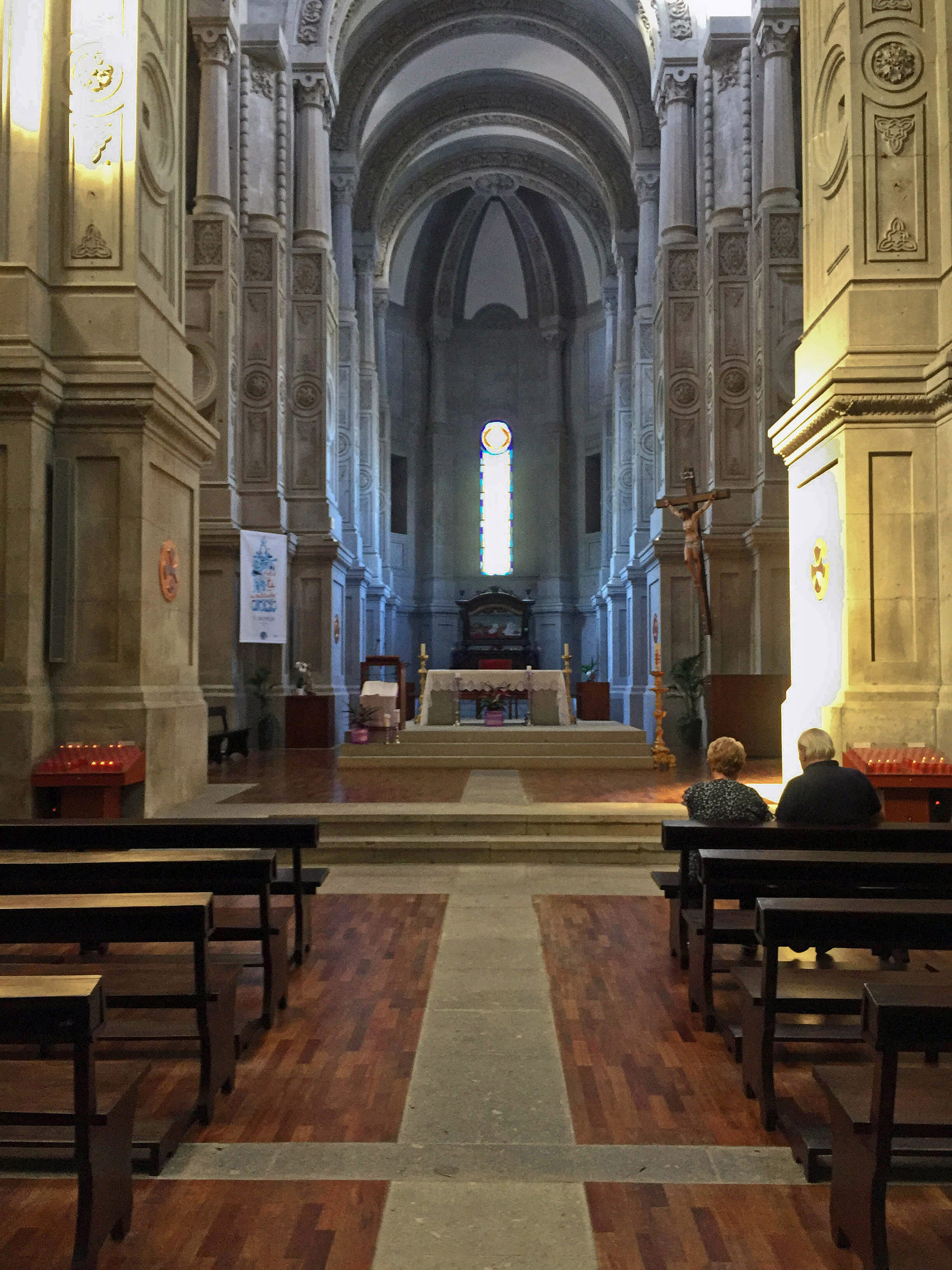
Innenraum

Die Basilika São Torcato (portugiesisch Santuário de São Torcato) ist eine römisch-katholische Wallfahrtskirche in der Gemeinde São Torcato im Kreis Guimarães im Norden Portugals. Die Kirche im Erzbistum Braga ist dem Märtyrer und Bischof St. Torcato geweiht und hat den Rang einer Basilica minor. Sie ist als Baudenkmal geschützt.

## Geschichte
Der hl. Torcato wurde der Überlieferung 719 nach in Begleitung seiner 27 Gefährten bei der islamischen Eroberung der iberischen Halbinsel mit dem Schwert hingerichtet, hier entspringt heute in einer Kapelle die Fonte do Santo. Der im 8. Jahrhundert entdeckte Leichnam wurde in dem nach ihm benannten Ort seit langer Zeit verehrt. Im 11. Jahrhundert wurde am Ort ein Kloster gegründet. Versuche, seine Gebeine aus der Kapelle in der Pfarrkirche an andere Orte wie Braga umzubetten, wurden durch die Bevölkerung etwa 1597 und 1637 wiederholt vereitelt, die bis heute aktive Bruderschaft wurde 1693 gegründet.
Die Arbeiten zum Bau der Kirche wurde 1825 nach Plänen von Luiz Ignácio de Barros Lima begonnen. Die Pläne wurden 1868 im Rahmen einer internationalen Ausschreibung von Louis Bohnfeld überarbeitet und 1894 durch Silva de Marques erneut angepasst. 2015 wurden die Bauarbeiten mit der Kirchweihe abgeschlossen. Im September 2019 wurde der Kirche durch Papst Franziskus der Rang einer Basilica minor verliehen. Die Feierlichkeiten zur Erhebung fanden am 27. Februar 2020 statt.

## Architektur
Die Kirche wurde im Stil des Eklektizismus errichtet. Unter dem leitenden Neomanuelismus wurden klassizistische, neogotische, Neorenaissance- und neoromanische Stilelemente verwendet. Als Material wurde regionaler Granit verbaut. In einem großen Park führt eine breite Treppe zur südlichen Doppelturmfassade, deren Glockentürme fast 50 Meter hochragen. Zwischen den Türmen wird der zentrale Körper von einem Fries mit geometrischen Motiven unter einem Gesims abgeschlossen, überlagert von einem dreieckigen Giebel über einer Zwerggalerie, der das Bild des heiligen Torcato zeigt und ein keltisches Kreuz trägt. Dahinter öffnet sich die auf einem kreuzförmigen Grundriss errichtete, einschiffige Kirche, ihr Hauptschiff hat eine Länge von 57 Metern bei einer Breite von 17,5 Metern, das Querschiff von 37 Metern zu 11 Metern. Die achteckige Vierungskuppel erhebt sich über einem Tambour mit hohen Bogenfenstern. Die Kirche besitzt sechs Seitenaltäre und ist mit Buntglasfenstern ausgestattet.